# Turkpidya
 (décembre 2023).
Turkpidya est la première encyclopédie en ligne dédiée à la Turquie et aux pays turcophones, fondée en juin 2020 par Abdullah Habib. La plateforme propose des informations sur divers sujets liés à la Turquie, y compris sa culture, son histoire et son économie.

## Développement et fonctionnalités
Turkpidya a été créée au milieu de l'année 2020 par Abdullah Habib, étudiant à l'Université Technique d'Eskişehir. Habib, qui a des origines égyptiennes et turques, a fondé cette plateforme en s'inspirant de son propre héritage culturel.
Turkpidya a été initialement lancée en prenant en charge le turc, l'arabe, l'anglais et l'allemand. La plateforme, qui propose désormais du contenu en 23 langues, vise à fournir des informations sur la Turquie et d'autres nations turciques.
Turkpidya a exprimé son intention de s'aligner sur le 11e Plan de développement de la Turquie en établissant des partenariats avec le Ministère turc des Affaires étrangères, le Ministère de la Culture et du Tourisme, ainsi que le Ministère du Commerce.
L'équipe de Turkpidya, qui se compose actuellement de membres variés, traducteurs et bénévoles à l'échelle internationale, crée du contenu sur une multitude de thématiques.

### Croissance
En 2020, le fondateur de Turkpidya avait déclaré que la plateforme comptait 200 articles représentant approximativement un total de 150 mille mots rédigés.
Au début de l'année 2023, les visiteurs du site lisent en moyenne 100 mille mots chaque jour.

## Expansion à d'autres nations turques
Les projets d'expansion de Turkpidya comprennent l'élargissement de sa portée au-delà des frontières de la Turquie afin de couvrir d'autres nations turciques. L'extension envisagée par l'encyclopédie turque vise à intégrer des informations sur les différentes cultures, histoires et économies des pays turcophones, y compris des États tels que le Kazakhstan et l'Azerbaïdjan.